# Robert Benchley

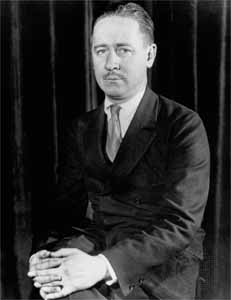
Robert Benchley, um 1935

Robert Charles Benchley (* 15. September 1889 in Worcester, Massachusetts; † 21. November 1945 in New York City, New York) war ein US-amerikanischer Humorist, Theaterkritiker und Schauspieler.

## Leben

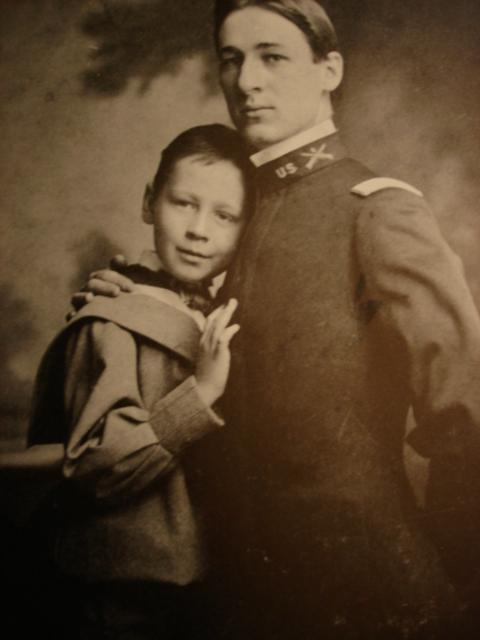
Robert und Edmund Benchley, um 1898

Robert Benchley war der jüngste Sohn des Ehepaars Charles und Maria Benchley. Roberts älterer Bruder, Edmund Benchley, war dreizehn Jahre älter und starb 1898 im Spanisch-Amerikanischen Krieg, als Robert neun Jahre alt war. Der Tod seines Bruders hatte eine beträchtliche Wirkung auf Roberts Leben; in seinen späteren Schriften zeigen sich deutliche pazifistische Tendenzen.
Robert besuchte die High School in Worcester und dank der finanziellen Unterstützung durch Lillian Duryea, die Verlobte seines verstorbenen Bruders, konnte er an der Phillips Exeter Academy in Exeter, New Hampshire, studieren. Im Jahr 1908 immatrikulierte Benchley an der Harvard-Universität, wieder mit finanzielle Hilfe von Duryea. In den ersten beiden Jahren engagierte er sich stark bei der Zeitschrift The Harvard Advocate und der The Harvard Lampoon, eine Satire-Zeitschrift, die von der Harvard University in Cambridge, Massachusetts, herausgegeben wird. In dieser Zeit erkannten seine Kommilitonen und Professoren seinen bissigen Humor und Schreibstil; Benchley wurde häufig aufgefordert diesen auf Veranstaltungen zum Besten zugeben und erlangte eine gewisse lokale Berühmtheit. 1914 wurden einige Artikel in der Vanity Fair und New York Tribune veröffentlicht. Im Juni 1914 heiratete Benchley seine Jugendfreundin Gertrude Darling. Aus der gemeinsamen Beziehung gingen zwei Söhne, Nathaniel (* 1915) und Robert Jr. (* 1919), hervor. Kurz darauf wurde er als Reporter bei der Tribune eingestellt und er machte sich als Theater- und Gesellschaftsschreiber einen Namen. Nachdem die Zeitung sich für den Ersten Weltkrieg aussprach, verschlechterte sich das Verhältnis zu den bekennenden Pazifisten. In den folgenden Jahren arbeitete Benchley als freiberuflicher Reporter und 1919 wurde er Chefredakteur bei der Vanity Fair.
Benchley arbeitete gemeinsam mit Dorothy Parker für die Vanity Fair. Im Frühjahr 1919 gehörte Benchley zu den Gründungsmitgliedern des später berühmten literarischen Zirkels im Algonquin Hotel, genannt Algonquin Round Table, einer losen Gruppe von Journalisten, Literaten und Schauspielern, an. Zum Kern der Künstler, die seinerzeit dort einkehrten, gehören Dorothy Parker, Robert E. Sherwood, Heywood Broun, Marc Connelly, Alice Duer Miller, Harpo Marx, Jascha Heifetz, Jane Grant, Ruth Hale, George S. Kaufman, Harold Ross, Neysa McMein, Alexander Woollcott, Franklin Pierce Adams, Edna Ferber, Irving Berlin und Bernard Baruch. Als Parker im Jahr 1920 wegen des Tons ihrer Beiträge entlassen wurde, solidarisierte sich Benchley mit ihr und kündigte ebenfalls. Er zeigte Verständnis für ihre Schwächen und war mit ihr durch eine platonische Beziehung verbunden.
In den 1920er und 1930er Jahren war Benchley weiterhin als Journalist und Theaterkritiker tätig, unter anderem für The New Yorker, Life und Vanity Fair, sowie als Moderator einer eigenen Radiosendung, Melody and Madness. 1935 gründete er zusammen mit den Kritikern Brooks Atkinson und Walter Winchell den New York Drama Critics’ Circle (NYDCC), dessen Preise jedes Jahr im New Yorker Algonquin Hotel an herausragende Persönlichkeiten der Theaterwelt verliehen werden.
Ab den späten 1920er Jahren arbeitete Benchley auch als Drehbuchautor und freiberuflicher Schauspieler für diverse Filmstudios. Zwischen 1928 und 1945 war er Autor und Hauptdarsteller etlicher Kurzfilme (Einakter von ca. 10 Minuten), in denen er Nonsens-Vorträge über Gott und die Welt hielt. Die frühesten davon gehörten zu den ersten durchgängigen Tonkurzfilmen überhaupt, die bekanntesten waren The Sex Life of the Polyp (1928) und der Oscar-Gewinner How to Sleep (1935). In komödiantischen Nebenrollen war Benchley zudem in Filmen wie Alfred Hitchcocks Der Auslandskorrespondent (1940), Billy Wilders Der Major und das Mädchen (1942) und René Clairs Meine Frau, die Hexe (1942) zu sehen und war der Erzähler der posthum veröffentlichten Komödie Der Weg nach Utopia (1946).
Anfang 1943 diagnostizierten Ärzte bei ihm Leberzirrhose, eine Folge jahrelangen Alkoholkonsums. Benchley starb am 21. November 1945 in einem New Yorker Krankenhaus. Seine Beerdigung fand im Kreise seiner Familie auf der Insel Nantucket südlich von Cape Cod statt. Sein Enkel, Peter Benchley, Sohn des Schriftstellers Nathaniel Benchley, war wie dieser Autor und schrieb den weltweiten Bestseller „Der weiße Hai“.

## Filmografie (Auswahl)
- 1926: Die schönste Frau der Staaten (The American Venus)
- 1928: The Sex Life of the Polyp (Kurzfilm)
- 1932: Teufelsflieger (Sky Devils)
- 1933: Ich tanze nur für Dich (Dancing Lady)
- 1935: Abenteuer im Gelben Meer (China Seas)
- 1936: Wenn der Vater mit dem Sohne… (Piccadilly Jim)
- 1937: Broadway Melodie 1938 (Broadway Melody of 1938)
- 1940: Der Auslandskorrespondent (Foreign Correspondent)
- 1941: Reich wirst du nie (You’ll Never Get Rich)
- 1943: Liebling, zum Diktat (Take a Letter, Darling)
- 1942: Der Major und das Mädchen (The Major and the Minor)
- 1942: Meine Frau, die Hexe (I Married a Witch)
- 1943: The Sky’s the Limit
- 1943: Das zweite Gesicht (Flesh and Fantasy)
- 1944: Sturzflug ins Glück (Practically Yours)
- 1944: Janie
- 1945: Weekend im Waldorf (Week-End at the Waldorf)
- 1945: Küsse und verschweig mir nichts! (Kiss and Tell)
- 1946: Der Weg nach Utopia (Road to Utopia)

## Veröffentlichungen (Auswahl)
- Of All Things. With Illustrations by Gluyas Williams. Henry Holt and Company, New York 1921.
- The Early Worm. With Illustrations by Gluyas Williams. Henry Holt and Company, New York 1927.
- The Treasurer's Report and Other Aspects of Community Singing. Drawings by Gluyas Williams. Harper & Brothers, New York/London 1930.
- Warum ich Weihnachten hasse. Aus dem Amerikanischen von Thomas Bodmer. Jung und Jung Verlag, Salzburg 2023. ISBN 978-3-99027-285-5.